# Robert Lindet
Jean Baptiste Robert Lindet (ur. 2 maja 1746 w Bernay, zm. 16 lutego 1825 w Paryżu) – polityk francuski z czasów rewolucji francuskiej.
Urodził się w rodzinie kupieckiej. Pracował początkowo jako adwokat, a następnie jako prokurator w Bernay, którego merem został w 1790. Rok później z powodzeniem kandydował w wyborach do Legislatywy, po przyjeździe do Paryża wstąpił do klubu jakobinów i zdecydowanie poparł Górali w sporze z Żyrondystami. Uzyskał bez problemów reelekcję do Konwentu Narodowego, gdzie wygłaszał Raport o zbrodniach Ludwika Kapeta i zagłosował za śmiercią Ludwika XVI.
W marcu 1793 r. współtworzył Trybunał Rewolucyjny, zaś 11 czerwca wyjechał do Normandii, by walczyć z powstaniem wznieconym przez obalonych dziewięć dni wcześniej żyrondystów. Od powstania Komitetu Ocalenia Publicznego był w jego składzie (z przerwą między czerwcem a lipcem) nieformalnym ekspertem ds. ekonomicznych i zaopatrzenia, zajmował się także korespondencją. 4 lipca na nowo wyjechał do Normandii, gdzie w porównaniu z innymi komisarzami Konwentu wykazał dużą pobłażliwość w odniesieniu do zbuntowanych. Umiarkowanie stało się jego cechą charakterystyczną – w Komitecie konsekwentnie zajmował się sprawami niezwiązanymi z walką z przeciwnikami politycznym: handlem, walką z głodem w miastach, transportem, rolnictwem. W marcu 1794 r. był jedynym, który nie podpisał dekretu o aresztowaniu dantonistów. Nie odegrał żadnej roli w dalszych wydarzeniach: wprowadzaniu wielkiego terroru i w przewrocie thermidoriańskim. Pozostał w Komitecie Ocalenia Publicznego do 20 września 1794, kiedy oficjalnie ogłosił koniec interweniowania państwa w gospodarkę francuską, po czym został zmuszony do odejścia. W końcu maja 1795 został aresztowany i pozostawał w więzieniu do lipca.
W czasach Dyrektoriatu konsekwentnie odmawiał przyjmowania stanowisk państwowych, odegrał bliżej nieokreśloną rolę w Sprzysiężeniu Równych, na skutek czego musiał się ukrywać. Dopiero w lipcu 1799 na krótko wrócił do rządu jako minister finansów. Wycofał się ostatecznie z życia politycznego po zamachu stanu Napoleona Bonapartego, w którym widział ostateczne przekreślenie osiągnięć rewolucji. W 1816, jako „królobójca”, został skazany na banicję, jednak pozostał nielegalnie w kraju aż do swojej śmierci w 1825.